# جوزيف ماكبرايد
جوزيف ماكبرايد (بالإنجليزية: Joseph McBride) هو صحفي وناقد سينمائي وكاتب سيناريو أمريكي، ولد في 9 أغسطس 1947 في ميلواكي في الولايات المتحدة.

## وصلات خارجية
- جوزيف ماكبرايد على موقع IMDb (الإنجليزية)
- جوزيف ماكبرايد على موقع ميتاكريتيك (الإنجليزية)
- جوزيف ماكبرايد على موقع روتن توميتوز (الإنجليزية)
- جوزيف ماكبرايد على موقع كينوبويسك (الروسية)